# Копальня Молден
Копальня Молден – колишній гірничодобувний майданчик у центральній частині Тихого океану на острові Молден зі складу архіпелагу Лайн (наразі належить державі Кірибаті).
У другій половині XIX століття на тлі зростаючого попиту на добрива велись пошуки та видобуток гуано на численних островах світового океану. Зокрема, наприкінці 1850-х австралійський підприємець вирішив зайнятись видобутком на Молдені фосфоритного гуано (продукт, що втратив більшість азоту та перетворився на фосфорне добриво), що в 1864-му також призвело до оголошення острова британським володіння. При цьому в 1859 році одразу дві інші держави – США та Гавайське королівство – спробували оголосити Молден своїм та вислали туди наввипередки судно «Ivanhoe» та шхуну «Manuokawai», проте по прибуттю на місце вони виявили, що острів вже зайнятий третім конкурентом.
Доставку гуано до місця, звідки було найбільш зручно перевантажувати його на судна, організували за допомогою вагонеток, при цьому первісно колія була завдовжки дві милі, а з поширенням розробок цей показник збільшмлм щонайменше до семи миль. Відсутність на острові з жорсткими кліматичними умовами пасовищ робило проблематичним застосування кінської тяги, втім, рішенням стало обладнання вагонеток вітрилами, які використовували традиційні для Молдену сильні вітри. В 1871-му на острів доправили паровий локомотив, але використання вітрил продовжувалось і в середині 1900-х років.
Також облаштували два причали завдовжки понад чотири десятки метрів кожен, в основі яких були дерев’яні палі. Для пришвидшення завантаження колія виходила прямо на причал. Молден мав зручну якірну стоянку, проте судна могли гинути під час сильних штормів. Зокрема, в 1867 – 1868 роках розбилось кілька суден, унаслідок чого страхові компанії почали відмовляти у обслуговуванні рейсів до Молдені і власник розробок був вимушений придбати три кораблі. Також відомо про інцидент у 1905 році, коли тут розбились барки «Salamis» (встиг прийняти повний вантаж у 1200 тонн гуано) та «Victor». В 1915 та 1918 роках на Молдені був втрачені барки «Fram» та «Murray».
Видобуту продукцію, вміст фосфату кальцію в якій коливався від 50 до 80%, відправляли на експорт до Австралії, Маврикію та різних країн Європи. 
Незважаючи на гарну якість та великі запаси добрива, економіку проекту обтяжували великі первісні капітальні вкладення (окрім зазначеної вище інфраструктури також довелось встановити опріснювальну установку на вугіллі, що була єдиним джерелом прісної води на Молдені). Як наслідок, вже у 1866-му зазначений вище підприємець продав свої права компанії Grice, Sumner & Co. 
Відносно обсягів видобутку можливо відзначити, що відправка першого вантажу припала на 1865 рік, а станом на літо 1867-го сукупні поставки вже становили 17 тисяч тонн, для чого знадобились 33 судна. На початку 1870-х щорічні обсяги видобутку досягнули 10 тисяч тонн. У підсумку значні обсяги видобутку тримались біля трьох десятиліть, досягаючи на піці 12 – 14 тисяч тонн на рік.
В 1915-му поставки з Молдена призупинились і такий стан тривав до кінця Першої світової війни, оскільки існували побоювання атак германський рейдерів (також, ймовірно, могла мати свій вплив згадана вище катастрофа барку «Fram», власник якого судився з власниками копальні, звинувачуючи їх у відсутності безпечної стоянки). 
На відміну від багатьох островів того ж регіону (Джарвіс, Бейкер, Гауленд та інші) розробки на Молдені тривали понад півстоліття і завершились лише в 1927 році (є відомості, що останній вантаж відправили у 1926-му). Після цього острів покинули, а в 1950-х він став місцем випробування першої британської водневої бомби.